# Petriplatz 2 (Hofgeismar)

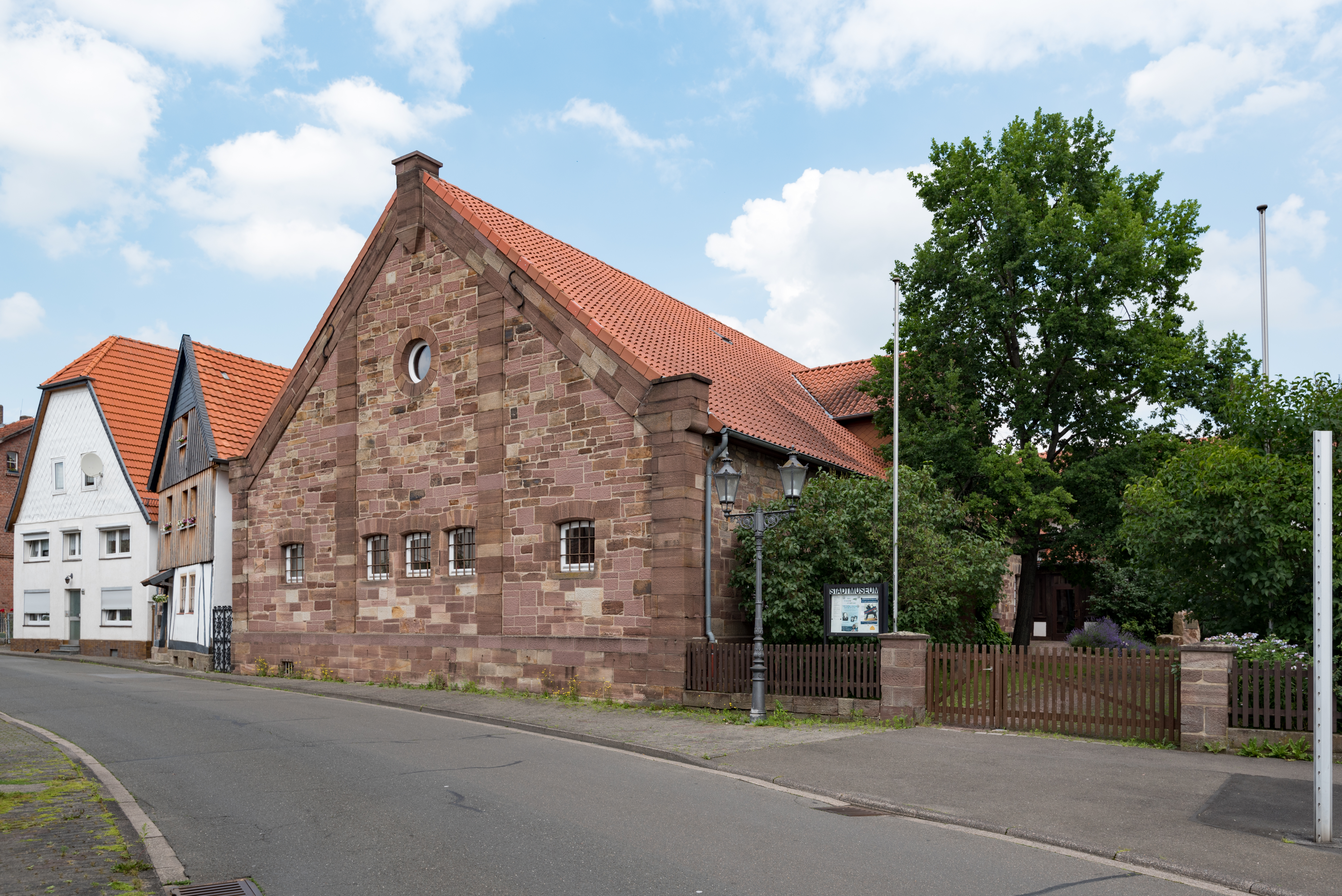
Gebäude Petriplatz 2 in Hofgeismar

Das Gebäude Petriplatz 2 in Hofgeismar, einer Stadt im Landkreis Kassel in Nordhessen, wurde im späten 19. Jahrhundert als Pferdestall des Kommandeurs des Dragonerregiments errichtet. Das Gebäude aus Buntsandstein ist ein geschütztes Kulturdenkmal.
Der giebelständige Bau mit Hausteinsockel  besteht aus einem unregelmäßigen, unverputzten Quadermauerwerk mit Lisenengliederung. An der Traufseite ist ein mittiges, segmentbogiges Fenster, darüber ist ein Zwerchhaus mit Ladeluke erhalten. An der Straßenseite sind fünf segmentbogige Fenster und im Giebel ein Rundfenster.
Nachdem im Gebäude lange Zeit die Hofgeismarer Zeitung (erschienen von 1883 bis 1944) gedruckt wurde, zog in den 1980er Jahren das Stadtmuseum Hofgeismar ein.